# Youssef Cherif Rizkallah
Youssef Cherif Rizkallah, né le 5 septembre 1942 au Caire (Egypte) mort le 12 juillet 2019, est un critique de cinéma, directeur du Festival international du film du Caire et une personne influente dans le monde du cinéma égyptien.

## Biographie
Dans sa jeunesse Youssef Cherif Rizkallah fait du théâtre à l'école des Jésuites au Caire.
En 1966, il obtient un diplôme en sciences politiques à la Faculté d'économie et de sciences politiques de l'Université du Caire. 
Puis il commence sa carrière de critique cinématographique de films arabes et étrangers. Dans ce cadre, il assiste à de nombreux festivals internationaux et écrit de nombreux articles sur le cinéma et les films.
Il présente aussi des programmes et des émissions télévisés liés au cinéma. En 1975, il crée le programme Ciné Club  pour la chaîne de télévision officielle égyptienne. Cinq ans plus tard, il crée pour la même chaine l'émission Oscar TV.

## Hommages
En 2019, le prix du public du Festival international du film du Caire est renommé prix Youssef Chérif Rizkalla.